# Tweede Kamerverkiezingen in het kiesdistrict Groningen (1848-1888)
Tweede Kamerverkiezingen in het kiesdistrict Groningen (1848-1888) geeft een overzicht van verkiezingen voor de Nederlandse Tweede Kamer in het kiesdistrict Groningen in de periode 1848-1888.
Het kiesdistrict Groningen werd ingesteld na de grondwetsherziening van 1848. Tot het kiesdistrict behoorden de volgende gemeenten: Adorp, Groningen, Haren, Hoogezand, Hoogkerk en Noorddijk.
In 1850 werd de indeling van het kiesdistrict gewijzigd. De gemeenten Adorp, Hoogkerk en Noorddijk werden toegevoegd aan het nieuw ingestelde kiesdistrict Zuidhorn. Tevens werd een gedeelte van het kiesdistrict Appingedam (de gemeente Sappemeer) toegevoegd aan het kiesdistrict Groningen.
In 1864 werd de indeling van het kiesdistrict wederom gewijzigd. De gemeenten Hoogezand en Sappemeer werden toegevoegd aan het kiesdistrict Appingedam. Tevens werd een gedeelte van het kiesdistrict Zuidhorn (de gemeente Adorp, Hoogkerk, Noorddijk en Winsum) toegevoegd aan het kiesdistrict Groningen.
In 1869 werd de indeling van het kiesdistrict wederom gewijzigd. De gemeenten Adorp, Hoogkerk en Winsum werden toegevoegd aan het kiesdistrict Zuidhorn. Tevens werd een gedeelte van het kiesdistrict Appingedam (de gemeente Ten Boer) toegevoegd aan het kiesdistrict Groningen.
Het kiesdistrict Groningen vaardigde in dit tijdvak per zittingsperiode één lid af naar de Tweede Kamer. 
Legenda
- cursief: in de eerste verkiezingsronde geëindigd op de eerste of tweede plaats, en geplaatst voor de tweede ronde;
- vet: gekozen als lid van de Tweede Kamer.

## 30 november 1848
De verkiezingen werden gehouden na ontbinding van de Tweede Kamer, na inwerkingtreding van de herziene grondwet.
|                        | 30 november |
| ---------------------- | ----------- |
| Kiesgerechtigden       | 1.191       |
| Opkomst                | 838         |
| Geldige stemmen        | 836         |
| Blanco stemmen         | 0           |
| Kandidaten             |             |
| B. Wichers             | 700         |
| W.L. de Sturler        | 34          |
| A. Oudeman             | 22          |
| L.T. Jorissen          | 21          |
| O.Q.J.J. van Swinderen | 14          |

## 27 augustus 1850
De verkiezingen werden gehouden na ontbinding van de Tweede Kamer, na inwerkingtreding van de Kieswet.
|                     | 27 augustus | 11 september |
| ------------------- | ----------- | ------------ |
| Kiesgerechtigden    | 1.417       | 1.417        |
| Opkomst             | 815         | 846          |
| Geldige stemmen     | 807         | 832          |
| Blanco stemmen      | 6           | 12           |
| Kandidaten          |             |              |
| B. Wichers          | 263         | 481          |
| S. Blaupot ten Cate | 390         | 351          |
| H.L. Wichers        | 76          |              |

## 10 oktober 1851
Berend Wichers, gekozen bij de verkiezingen van 27 augustus 1850, trad op 22 september 1851 af omdat de combinatie van deze functie met het lidmaatschap van het College van Curatoren van de Hogeschool van Groningen hem te zwaar werd. Om in de ontstane vacature te voorzien werd een tussentijdse verkiezing gehouden.
|                     | 10 oktober |
| ------------------- | ---------- |
| Kiesgerechtigden    | 1.417      |
| Opkomst             | 555        |
| Geldige stemmen     | 552        |
| Blanco stemmen      | 2          |
| Kandidaten          |            |
| S. Blaupot ten Cate | 356        |
| J.D. van Herwerden  | 90         |
| G. Diephuis         | 37         |

## 17 mei 1853
De verkiezingen werden gehouden na ontbinding van de Tweede Kamer.
|                     | 17 mei |
| ------------------- | ------ |
| Kiesgerechtigden    | 1.443  |
| Opkomst             | 875    |
| Geldige stemmen     | 867    |
| Blanco stemmen      | 3      |
| Kandidaten          |        |
| S. Blaupot ten Cate | 557    |
| G.W.H. van Imhoff   | 286    |

## 10 juni 1856
De verkiezingen werden gehouden vanwege de afloop van de zittingstermijn van het gekozen lid. 
|                         | 10 juni |
| ----------------------- | ------- |
| Kiesgerechtigden        | 1.476   |
| Opkomst                 | 491     |
| Geldige stemmen         | 488     |
| Blanco stemmen          | 2       |
| Kandidaten              |         |
| S. Blaupot ten Cate     | 443     |
| G. Groen van Prinsterer | 22      |

## 30 augustus 1859
Steven Blaupot ten Cate, gekozen bij de verkiezingen van 10 juni 1856, trad op 6 augustus 1859 af vanwege zijn benoeming als inspecteur van het lager onderwijs in de provincie Groningen. Om in de ontstane vacature te voorzien werd een tussentijdse verkiezing gehouden.
|                        | 30 augustus |
| ---------------------- | ----------- |
| Kiesgerechtigden       | 1.484       |
| Opkomst                | 296         |
| Geldige stemmen        | 289         |
| Blanco stemmen         | 5           |
| Kandidaten             |             |
| B. Wichers             | 206         |
| O.Q.J.J. van Swinderen | 43          |
| L.T. Jorissen          | 27          |

## 12 juni 1860
De verkiezingen werden gehouden vanwege de afloop van de zittingstermijn van het gekozen lid. 
|                  | 12 juni |
| ---------------- | ------- |
| Kiesgerechtigden | 1.521   |
| Opkomst          | 290     |
| Geldige stemmen  | 272     |
| Blanco stemmen   | 18      |
| Kandidaten       |         |
| B. Wichers       | 253     |

## 15 september 1863
Berend Wichers, gekozen bij de verkiezingen van 12 juni 1860, trad op 23 augustus 1863 af vanwege zijn gevorderde leeftijd. Om in de ontstane vacature te voorzien werd een tussentijdse verkiezing gehouden.
|                   | 15 september |
| ----------------- | ------------ |
| Kiesgerechtigden  | 1.564        |
| Opkomst           | 528          |
| Geldige stemmen   | 524          |
| Blanco stemmen    | 3            |
| Kandidaten        |              |
| J.H. Geertsema    | 389          |
| W.J.A. Jonckbloet | 73           |
| J.J. Bleeker      | 32           |

## 14 juni 1864
De verkiezingen werden gehouden vanwege de afloop van de zittingstermijn van het gekozen lid. 
|                          | 14 juni |
| ------------------------ | ------- |
| Kiesgerechtigden         | 1.493   |
| Opkomst                  | 706     |
| Geldige stemmen          | 704     |
| Blanco stemmen           | 1       |
| Kandidaten               |         |
| J.H. Geertsema           | 583     |
| J.J. Teding van Berkhout | 82      |
| O.Q.J.J. van Swinderen   | 27      |

## 1 maart 1866
Johan Geertsema, gekozen bij de verkiezingen van 14 juni 1864, trad op 10 februari 1866 af vanwege zijn toetreding op dezelfde datum tot het kabinet-Fransen van de Putte. Om in de ontstane vacature te voorzien werd een tussentijdse verkiezing gehouden.
|                         | 1 maart |
| ----------------------- | ------- |
| Kiesgerechtigden        | 1.463   |
| Opkomst                 | 753     |
| Geldige stemmen         | 752     |
| Blanco stemmen          | 1       |
| Kandidaten              |         |
| J.R. Thorbecke          | 520     |
| O.Q.J.J. van Swinderen  | 116     |
| J.D. van Herwerden      | 48      |
| D.R. Wijckerheld Bisdom | 45      |

## 30 oktober 1866
De verkiezingen werden gehouden na ontbinding van de Tweede Kamer.
|                        | 30 oktober |
| ---------------------- | ---------- |
| Kiesgerechtigden       | 1.463      |
| Opkomst                | 894        |
| Geldige stemmen        | 891        |
| Blanco stemmen         | 1          |
| Kandidaten             |            |
| J.R. Thorbecke         | 563        |
| E. van Loon            | 151        |
| L.W.C. Keuchenius      | 125        |
| O.Q.J.J. van Swinderen | 32         |

## 22 januari 1868
De verkiezingen werden gehouden na ontbinding van de Tweede Kamer.
|                         | 22 januari |
| ----------------------- | ---------- |
| Kiesgerechtigden        | 1.507      |
| Opkomst                 | 835        |
| Geldige stemmen         | 834        |
| Blanco stemmen          | 0          |
| Kandidaten              |            |
| W.H. Dullert            | 543        |
| J.A. Feith              | 173        |
| G. Groen van Prinsterer | 110        |

## 20 februari 1868
Willem Dullert was bij de verkiezingen van 22 januari 1868 gekozen in twee kiesdistricten, Arnhem en Groningen. Hij opteerde voor Arnhem, als gevolg waarvan in Groningen een naverkiezing gehouden werd. 
|                         | 20 februari |
| ----------------------- | ----------- |
| Kiesgerechtigden        | 1.507       |
| Opkomst                 | 1.024       |
| Geldige stemmen         | 1.020       |
| Blanco stemmen          | 4           |
| Kandidaten              |             |
| J.H. Geertsema          | 740         |
| J.A. Feith              | 235         |
| G. Groen van Prinsterer | 38          |

## 16 februari 1869
Johan Geertsema, gekozen bij de verkiezingen van 20 februari 1868, trad op 24 januari 1869 af vanwege zijn benoeming als lid van de Raad van State. Om in de ontstane vacature te voorzien werd een tussentijdse verkiezing gehouden.
|                                | 16 februari |
| ------------------------------ | ----------- |
| Kiesgerechtigden               | 1.507       |
| Opkomst                        | 534         |
| Geldige stemmen                | 528         |
| Blanco stemmen                 | 3           |
| Kandidaten                     |             |
| S. van Houten                  | 422         |
| J. Dirks                       | 60          |
| P.A.S. van Limburg Brouwer     | 18          |
| C.T. van Lynden van Sandenburg | 16          |

## 13 juni 1871
De verkiezingen werden gehouden vanwege de afloop van de zittingstermijn van het gekozen lid. 
|                         | 13 juni |
| ----------------------- | ------- |
| Kiesgerechtigden        | 1.529   |
| Opkomst                 | 759     |
| Geldige stemmen         | 756     |
| Blanco stemmen          | 3       |
| Kandidaten              |         |
| S. van Houten           | 412     |
| L.W.C. Keuchenius       | 199     |
| A.F. de Savornin Lohman | 120     |

## 8 juni 1875
De verkiezingen werden gehouden vanwege de afloop van de zittingstermijn van het gekozen lid. 
|                  | 8 juni |
| ---------------- | ------ |
| Kiesgerechtigden | 1.632  |
| Opkomst          | 868    |
| Geldige stemmen  | 865    |
| Blanco stemmen   | 2      |
| Kandidaten       |        |
| S. van Houten    | 615    |
| O.W. Star Numan  | 246    |

## 10 juni 1879
De verkiezingen werden gehouden vanwege de afloop van de zittingstermijn van het gekozen lid. 
|                   | 10 juni |
| ----------------- | ------- |
| Kiesgerechtigden  | 1.486   |
| Opkomst           | 610     |
| Geldige stemmen   | 600     |
| Blanco stemmen    | 8       |
| Kandidaten        |         |
| S. van Houten     | 394     |
| J.J. Cremers      | 117     |
| L.W.C. Keuchenius | 78      |

## 12 juni 1883
De verkiezingen werden gehouden vanwege de afloop van de zittingstermijn van het gekozen lid. 
|                    | 12 juni |
| ------------------ | ------- |
| Kiesgerechtigden   | 1.601   |
| Opkomst            | 1.159   |
| Geldige stemmen    | 1.156   |
| Blanco stemmen     | 2       |
| Kandidaten         |         |
| S. van Houten      | 640     |
| O.Q. van Swinderen | 306     |
| W.J. Quintus       | 209     |

## 28 oktober 1884
De verkiezingen werden gehouden na vervroegde ontbinding van de Tweede Kamer.
|                            | 28 oktober |
| -------------------------- | ---------- |
| Kiesgerechtigden           | 1.630      |
| Opkomst                    | 1.009      |
| Geldige stemmen            | 1.006      |
| Blanco stemmen             | 3          |
| Kandidaten                 |            |
| S. van Houten              | 527        |
| P.W.A. Cort van der Linden | 371        |
| A.F. de Savornin Lohman    | 104        |

## 15 juni 1886
De verkiezingen werden gehouden na vervroegde ontbinding van de Tweede Kamer.
|                    | 15 juni |
| ------------------ | ------- |
| Kiesgerechtigden   | 1.726   |
| Opkomst            | 1.040   |
| Geldige stemmen    | 1.037   |
| Blanco stemmen     | 3       |
| Kandidaten         |         |
| S. van Houten      | 706     |
| P.J. van Swinderen | 328     |

## 1 september 1887
De verkiezingen werden gehouden na vervroegde ontbinding van de Tweede Kamer.
|                       | 1 september |
| --------------------- | ----------- |
| Kiesgerechtigden      | 1.733       |
| Opkomst               | 656         |
| Geldige stemmen       | 639         |
| Blanco stemmen        | 17          |
| Kandidaten            |             |
| S. van Houten         | 465         |
| P.J. van Swinderen    | 109         |
| F. Domela Nieuwenhuis | 30          |

## Voortzetting
In 1888 werd het kiesdistrict Groningen omgezet in een meervoudig kiesdistrict, waaraan gedeelten van de kiesdistricten Appingedam (de gemeente Slochteren) en Zuidhorn (de gemeente Bedum) toegevoegd werden.